# Witkopbuffelwever
De witkopbuffelwever (Dinemellia dinemelli) is een grote, krachtige wevervogel met een totale lengte van ongeveer 22 centimeter. Er zijn twee ondersoorten, dinemelli in het noorden van het verspreidingsgebied en boehmi, die aan de bovenkant veel zwarter is, in het zuiden.

## Geslachtsverschil
Het verschil tussen de beide geslachten is miniem. Het mannetje kan iets groter zijn, en maakt een ander en harder geluid.

## Verspreiding en leefgebied
De witkopbuffelwever is vrij algemeen in de savannen en acaciabossen in het noordoosten van Afrika, speciaal in Somalië, Ethiopië, Zuid-Soedan, Kenia en Tanzania.
De soort telt twee ondersoorten:
- D. d. dinemelli: van zuidoostelijk Soedan, Ethiopië en Somalië tot Kenia (behalve het zuidoosten).
- D. d. boehmi: zuidoostelijk Kenia en Tanzania.

## Leefwijze
Ze leven in koppels of in kleine groepen, vaak tezamen met de Driekleurige glansspreeuw. Ze vinden hun voer vooral op de grond. De nesten, die in losse groepen meestal in doornige bomen hangen, worden gemaakt uit doornige takken, en zijn aan de binnenkant met zacht materiaal bekleed. De ingang bevindt zich aan de onderkant.

## Fotogalerij

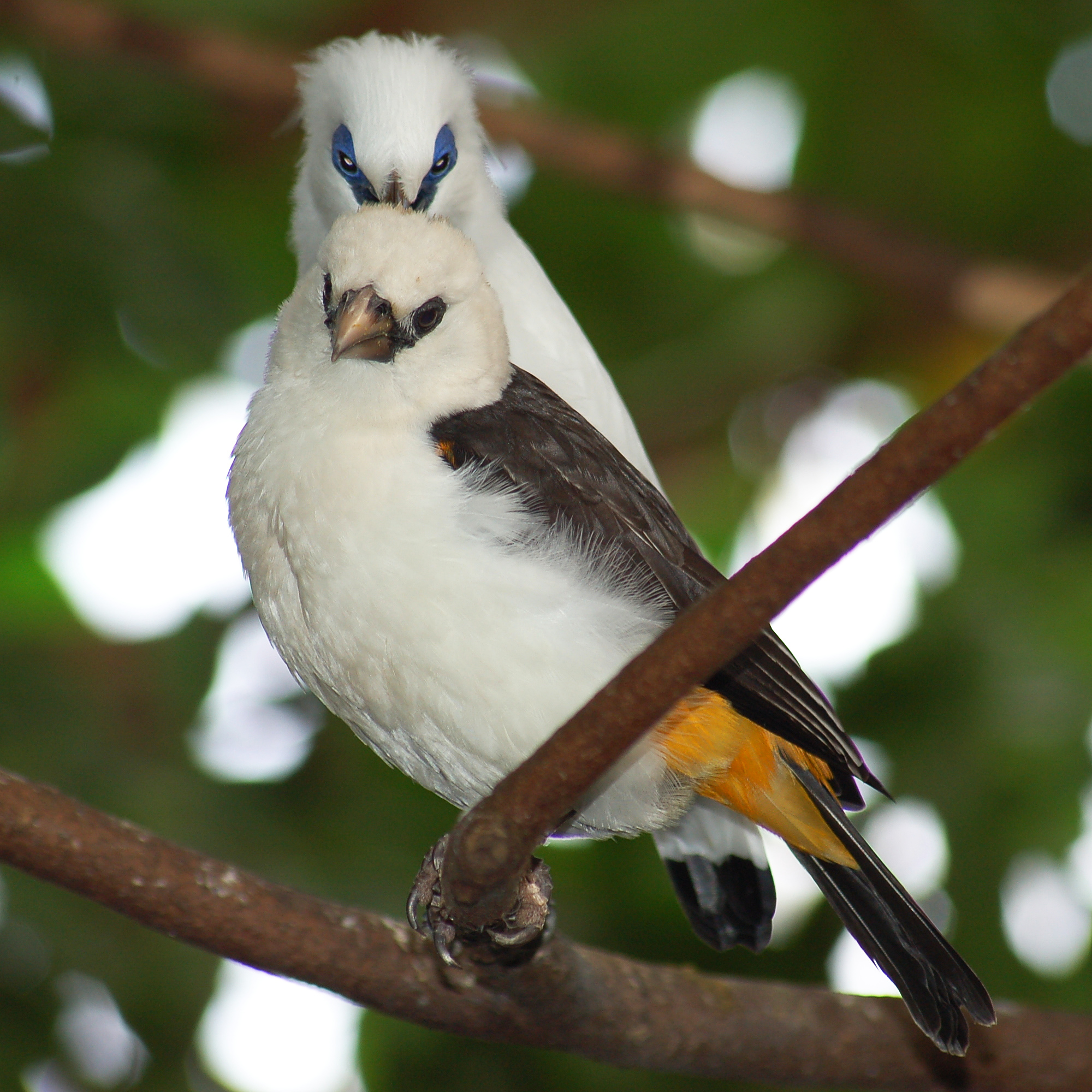
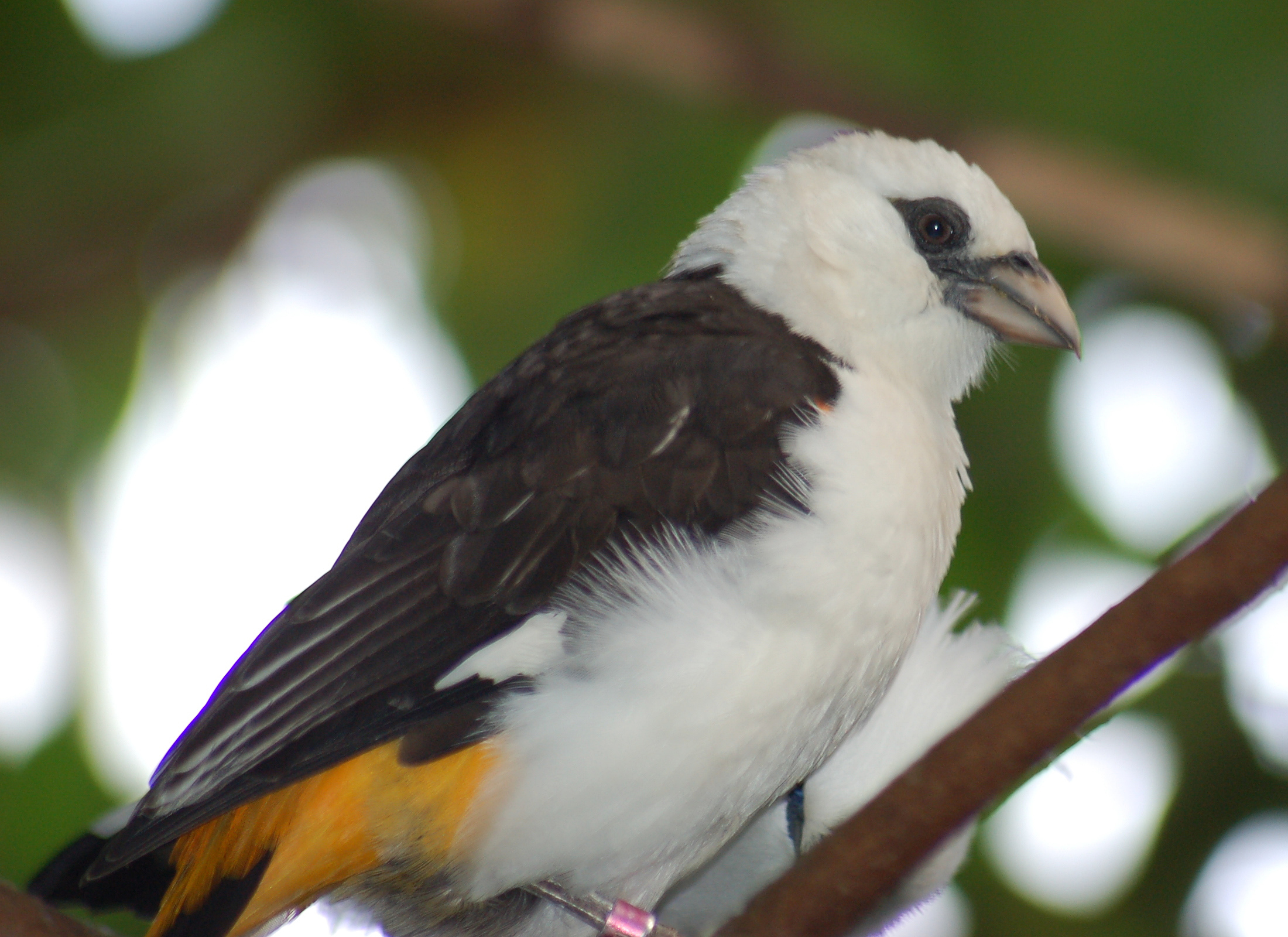
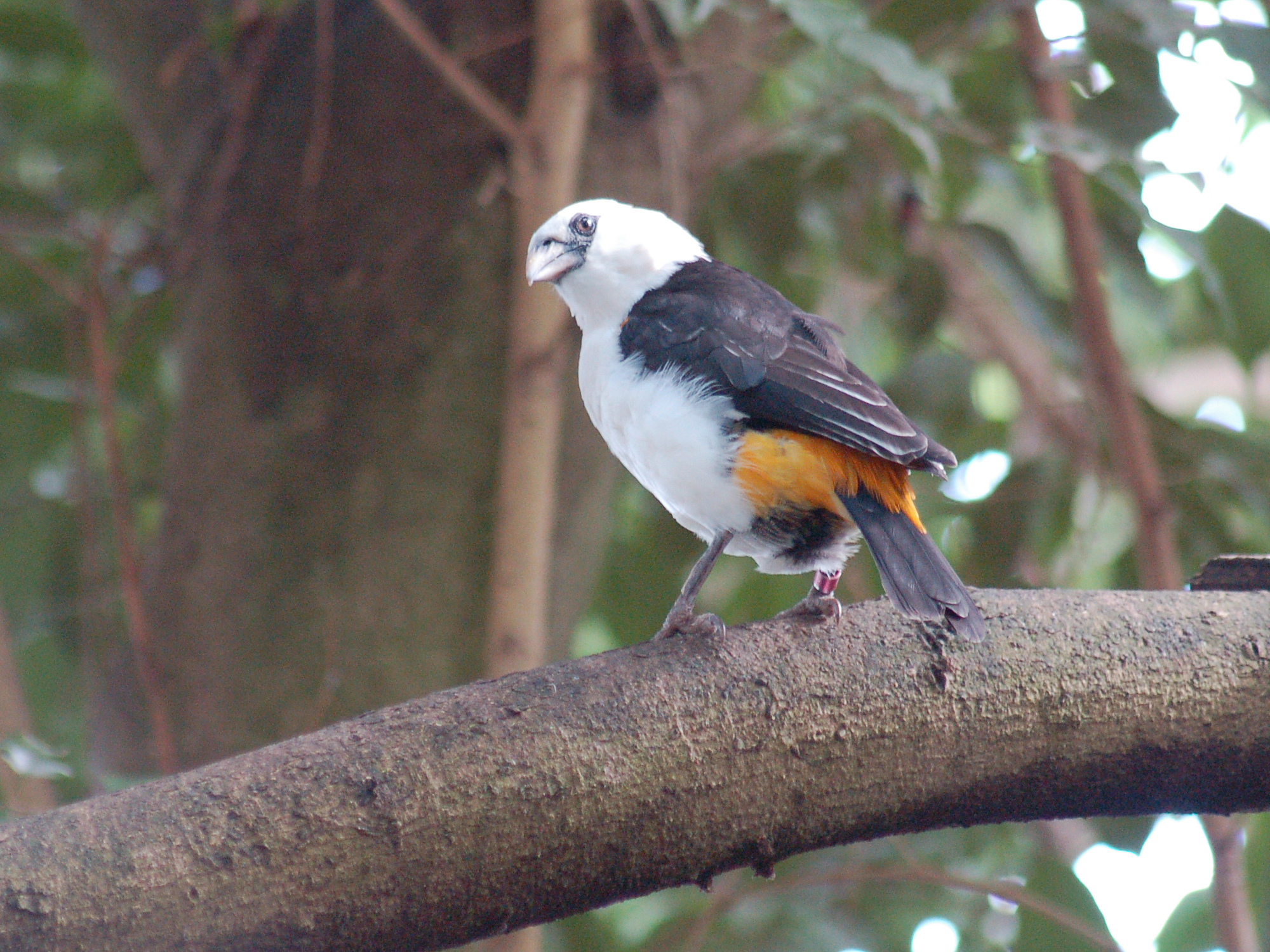
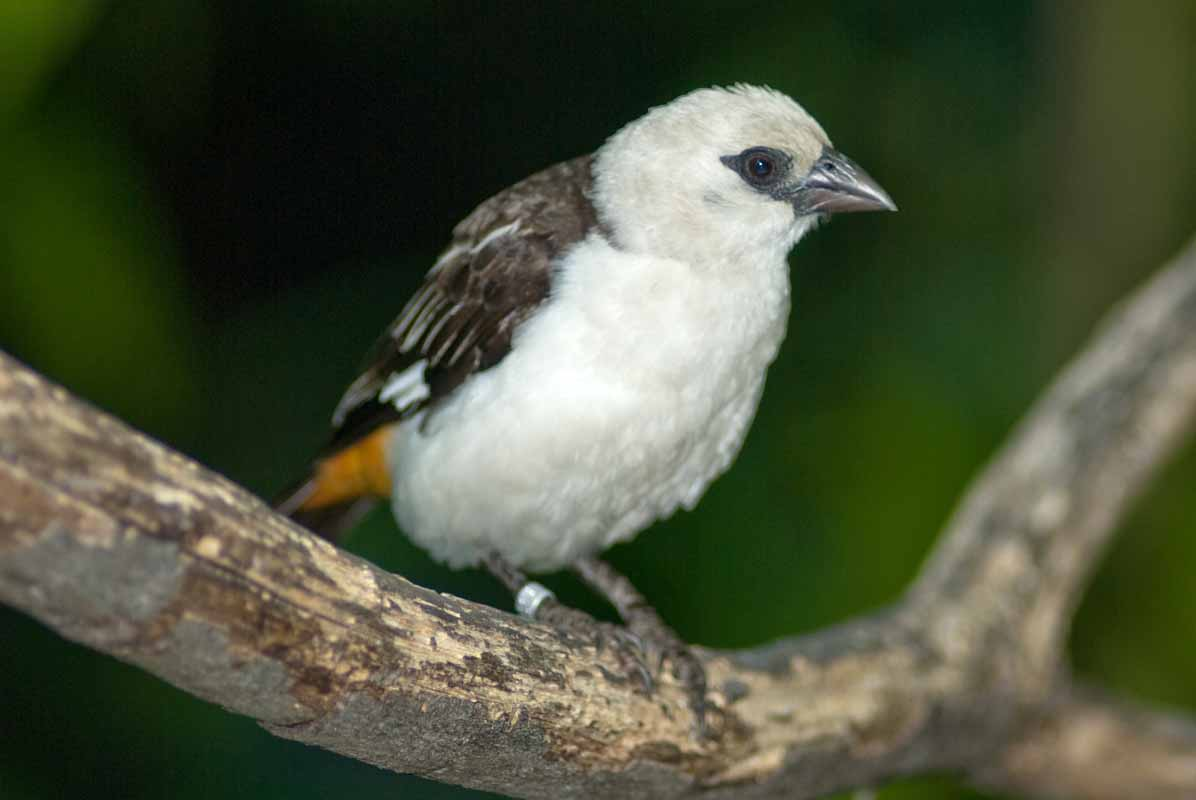
Witkopbuffelwever in de San Diego Zoo